# Faouzi Mehdi
Faouzi Mehdi (arabe : فوزي المهدي), né le 6 décembre 1960 à Sfax, est un médecin militaire tunisien, brièvement ministre de la Santé de septembre 2020 à juillet 2021.

## Biographie

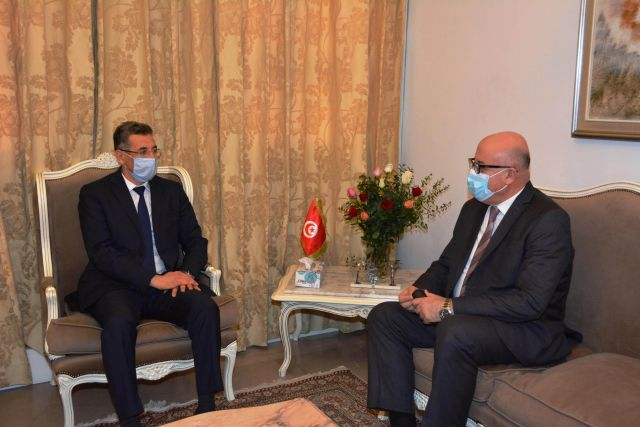
Faouzi Mehdi avec le ministre de l'Intérieur Taoufik Charfeddine en décembre 2020.

Diplômé de la faculté de médecine de Sfax en 1987, il est recruté au sein des Forces armées tunisiennes en 1990 comme médecin chef d'unité puis du contingent tunisien au Rwanda en 1994. 
En poste à la direction générale de la santé militaire de Tunisie de 1996 à 2007, il y crée le bureau statistique puis le bureau de gestion de l'information médicale et coordonne les activités techniques.
Détaché au ministère tunisien de la Santé publique de mars 2014 à mai 2018, il contribue au développement des ressources humaines, à la numérisation des établissements sanitaires (e-santé) et à la mise en place du programme de renforcement des régions prioritaires par les médecins spécialistes.
Il est par ailleurs professeur agrégé en médecine préventive et communautaire à la faculté de médecine de Tunis dès octobre 2014 et directeur des services techniques, de la formation et de la recherche médicale à la direction générale de la santé militaire à compter de juillet 2018.
Nommé ministre de la Santé en septembre 2020, il est démis de ses fonctions le 20 juillet 2021.
Faouzi Mehdi est marié et père de trois enfants.